# Wyszpil
Wyszpil (ukr. Вишпіль) – wieś na Ukrainie, w obwodzie żytomierskim, w rejonie żytomierskim, w hromadzie Olijiwka. W 2001 liczyła 410 mieszkańców, spośród których 402 wskazało jako ojczysty język ukraiński, 7 rosyjski, a 1 polski.